# 胡寅
胡寅（1098年—1156年），字明仲，人称致堂先生，建宁崇安（今武夷山市）人，宋朝官员、学者。

## 生平
胡淳之子，胡安国之侄。生於宋哲宗元符元年（1098年），因家中多子养不起被父母遗弃，祖母吴氏将他送给堂叔胡安国收养。宣和三年（1121年）中进士，丞相张邦昌欲招為女婿，胡寅躲避不允。次年娶兵部侍郎张哿三女張季蘭為妻，官至秘书省校书郎。金人立张邦昌為“楚帝”，胡寅棄官歸家。高宗时，擢拔為起居郎。胡安國與秦檜是至交，“頗重秦檜之大節”，然而胡寅主张抗金，與秦桧不合。秦檜臨死之前，恨意未消，唆使趙汾羅織張浚、李光、胡寅等五十三人謀反罪名。秦檜甫死，高宗即詔復張浚、胡寅、張九成等人官職，藉以緩和人怨。
绍兴二十六年（1156年），卒於衡州，享年五十九。
全祖望評：“当洛学陷入异端之日，致皭然不染，亦已贤哉，故朱子亦多取焉”。著有《讀史管見》、《敘古千文》。朱熹的《通鉴纲目》引用很多致堂胡氏的断语，致堂胡氏即胡寅。

## 子女
- 胡大原